# Jiří Čadek
Jiří Čadek (ur. 7 grudnia 1935 w Pavlíkovie, zm. 20 grudnia 2021) – czeski piłkarz grający na pozycji obrońcy.
Čadek całą swoją dorosłą karierę grał w Dukli Praga. Zagrał w 328 meczach, jednakże nie strzelił żadnej bramki. W trakcie swojej gry w Dukli, Čadek wygrał ligę czechosłowacką siedem razy oraz Puchar Czechosłowacji trzy razy.
Čadek był graczem czechosłowackiej reprezentacji i wystąpił w mistrzostwach świata w 1958 w Szwecji, gdzie zagrał w meczu z Irlandią Północną.